# 見性寺 (三重県菰野町)
見性寺（けんしょうじ）は、三重県菰野町菰野にある臨済宗妙心寺派の寺院である。
菰野藩主土方氏の菩提寺として、1644年（寛永21年）に菰野藩第2代藩主土方雄高が三霊禅師を尾張国より招き、この地に創建したのが始まり 。臨済宗妙心寺派に属する禅宗の寺院である。境内には土方家歴代藩主の墓がある。

## 寺宝
- 本尊 釈迦如来坐像
- 仏像 弘法大師座像、阿弥陀如来像、弁天尊天（鈴鹿七福神）、黄檗の高僧木庵
- 書籍 即非
- 菰野藩歴代藩主の愛用品
- 歴代藩主の墓地（菰野町文化財指定）

## 交通アクセス
- 近鉄湯の山線菰野駅を下車、徒歩約5分